# إميل بيرغر
إميل بيرغر (بالسويدية: Emil Berger)‏ (23 مايو 1991 دغرفوش السويد - ) هو لاعب كرة قدم سويدي يلعب كلاعب وسط.

## روابط خارجية
- إميل بيرغر على موقع اتحاد السويد (السويدية)
- إميل بيرغر على موقع قاعدة بيانات كرة القدم.إي يو (الإنجليزية)
- إميل بيرغر على موقع Soccerway.com (الإنجليزية)